# Jean Morin (1591-1659)
Pour les articles homonymes, voir Jean Morin et Morin.
Jean Morin (1591 - † 28 février 1659), est un théologien français, membre de l'Oratoire. On trouve parfois son nom sous la forme latinisée : Johannes Morinus.

## Biographie
Jean Morin est né à Blois, de parents calvinistes. Ceux-ci lui transmirent un intérêt pour la Bible qui marqua toute sa vie.
Curieux de tout, il étudia d'abord à La Rochelle (foyer protestant), puis à Leyde en Hollande, la philosophie, les mathématiques, le droit, avant de se tourner vers la théologie et les langues orientales. Ébranlé par les divisions du protestantisme, il rentra en France. En 1615, sous l'influence du cardinal Duperron, il se convertit au catholicisme. Il fut ensuite un temps dans l'entourage de Sébastien Zamet, évêque de Langres. En 1618, il entra dans la Société de l'oratoire de Jésus, que le cardinal de Bérulle venait d'établir en France, et que l'évêque Zamet installa dans son diocèse.
Bibliste renommé, qui fut une des sources d'inspiration de Richard Simon, il était aussi un remarquable historien de la liturgie. Travaillant à convertir les Juifs, il fit imprimer la Bible des Septante en 1628 à Paris (avec la traduction latine publiée à Rome en 1588 par Flaminius Nobilius), et la défendit contre les partisans du texte hébreu (dont il contestait l'authenticité) dans un ouvrage intitulé Exercitationes biblicæ (première partie, 1633 ; seconde, posthume, 1669). Il participa à la réalisation de la Bible polyglotte de Paris, y contribuant par l'étude et l'édition du Pentateuque samaritain, rapporté de Constantinople en 1619 par Achille de Harlay de Sancy, devenu oratorien.
Dom Martène (1654-1739) s'est appuyé sur ses travaux, en particulier sur son ouvrage de 1655 sur le sacrement de l'ordination dans les Églises latine et orientales.
Il fut appelé quelques mois en 1640 à Rome par le Pape Urbain VIII, en raison de ses connaissances étendues sur l'histoire et les liturgies de l'Église d'Orient.

## Publications
- Histoire de la délivrance de l'Église par l'empereur Constantin, et de la grandeur et souveraineté temporelle donnée à l'Église romaine par les rois de France, Paris, 1630.
- Commentarius historicus de disciplina in administratione sacramenti Poenitentiae tredecim primis seculis in ecclesia occidentali, et huc usque in orientali observata, in decem libros distinctus, Henri Fricx, Bruxelles, 1685. (1re éd. à Paris en 1651).
- Antiquitates Ecclesiae Orientalis, Clarissimorum Virorum... Dissertationibus Epistolicis enucleatae; Nunc ex Ipsis Autographis Editae., Geo. Wells, Londres 1682. Publié par Richard Simon.
- Commentarius de sacris Ecclesiae ordinationibus secundum antiquos et recentiores Latinos, Graecos, Syros et Babylonios in tres partes distinctus, 1reéd. en 1655, 2e éd. à Amsterdam en 1695.